# Hıdırdivan, Simav
Hıdırdivan là một xã thuộc huyện Simav, tỉnh Kütahya, Thổ Nhĩ Kỳ. Dân số thời điểm năm 2008 là 152 người.